# Ломоносовский район (Санкт-Петербург)

Ломоносовский район на карте Санкт-Петербурга (1995—2003)

Ломоносовский район существовал как самостоятельный район Санкт-Петербурга в период с 1978 по 2003 год. Центр — город Ломоносов.

## География
Район площадью 45,2 км² располагался на южном побережье Финского залива. включал единственное муниципальное образование — город Ломоносов.
Из районов Санкт-Петербурга Ломоносовский граничил только с Петродворцовым:

Граница Ломоносовского административного района с Петродворцовым административным районом идёт от берега Финского залива по продолжению восточной красной линии улицы Цветочной, далее по восточной красной линии улицы Цветочной, затем пересекает главный путь Балтийской железной дороги и подъездную ветку Балтийской железной дороги и далее по южной стороне полосы отвода подъездной ветки Балтийской железной дороги 1050 м. Затем граница идет на юго-запад по западной стороне проектируемой улицы Лесной, являющейся продолжением существующей улицы Песочной, до границы земель АОЗТ «Петродворцовое».
— Постановление правительства Санкт-Петербурга от 25.12.98 № 40 «О границах административных районов Санкт-Петербурга»
На западе и юге район граничил с Ломоносовским районом Ленинградской области.

## История
Территория Ломоносовского района была выделена из Петродворцового района в 1995 году и вновь включена в его состав постановлением правительства Санкт-Петербурга № 46 от 2 декабря 2003 года. Руководитель пресс-службы губернатора Петербурга прокомментировал это решение так:

После того, как глава Ломоносовского района Всеволод Хмыров был назначен главой Фрунзенского района [Постановление правительства Петербурга № 54-к от 02.12.03], Ломоносовский район остался без руководителя. А так как проблемы очень похожи на проблемы Петродворцового района, было решено их объединить.